# Muckleshoot
Muckleshoot, ime za grupu od najmanje 4 srodna plemena američkih Indijanaca porodice Salishan nastanjenih na White Riveru i gornjem toku rijeke Green u američkoj državi Washington. Plemena ili lokalne grupe Muckleshoota su Dothliuk, Sekamish, Skopamish i Smulkamish. Jezik Muckleshoota, whulshootseed, dijalekt je jezika lushootseed, a danas ga tečno govori jedino Ellen Williams, pomoću koje se pokušava ponovno oživjeti.
Pleme danas živi naseljeno na rezervatu Muckleshoot, utemeljenom 1857. na jugu današnjih okruga King, i sjeveru okruga Pierce a popualcija im iznosi preko 3000 (2000.).

## Vanjske poveznice
- Muckleshoot